# An Indiscretion in the Life of an Heiress
An Indiscretion in the Life of an Heiress is een verhaal van de Engelse schrijver Thomas Hardy. Het werd in 1878 gepubliceerd in The New Quarterly Magazine en in vijf afleveringen in Harper's Weekly. De vertelling werd niet opgenomen in een van Hardy's vier verhalenbundels. Aangenomen wordt dat het verhaal een herbewerking is van The Poor Man and the Lady, de eerste poging van de schrijver om een prozawerk gepubliceerd te krijgen. Het manuscript van dat werk werd echter geweigerd, waarna Hardy het vernietigde.
Het verhaal schetst een beeld, zoals in diverse andere vertellingen van de schrijver, van de enorme en vaak onoverkomelijke verschillen tussen de adel en de gegoede standen en de andere bevolkingsgroepen in de Engelse klassenmaatschappij. Het verhaal speelt zich af in Wessex en Londen. De twee jonge hoofdpersonen zijn de 17-jarige Geraldine Allenvile, de dochter en erfgename van de machtige landheer, en Egbert Mayne, de 20-jarige (tijdelijke) schoolmeester in het dorp Tollamore.

## Het verhaal
Deel I

Als op een dag op een van de boerenbedrijven een moderne door stoom aangedreven dorsmachine in werking wordt gesteld, trekt dat vele nieuwsgierigen. Ook Miss Allenville komt in haar koets langs om het apparaat in ogenschouw te nemen. In gesprek met de eigenaar komt zij echter gevaarlijk dicht bij de draaiende raderen van de machine en de schoolmeester weet haar nog op tijd weg te trekken. Haar dankbaarheid voor de redding is groot, maar in Egbert Mayne ontwaakt een stille bewondering voor de jonge schoonheid. Als zij korte tijd later de school aandoet voor een inspectiebezoek namens haar vader ontwaakt zijn interesse verder. Er volgen enige min of meer toevallige ontmoetingen, waarbij de korte gesprekken beleefd en afstandelijk blijven. Als Egbert, die bij zijn grootvader woont, verneemt dat het huis waarin de oude man geboren en getogen is, zal moeten verdwijnen ten behoeve van de uitbreiding van het park van de landheer, waagt hij de stap Geraldine hierover aan te spreken en zij zegt toe dat zij zal trachten het onheil te voorkomen, waar zij ook in lijkt te slagen. Bij een volgend bezoek van Geraldine aan de school kan Egbert zich echter niet in de hand houden en in een impuls kust hij haar hand en omhelst haar. Beiden zijn verbouwereerd door de gebeurtenis en Egbert kan wel door de grond zakken door deze inbreuk op het decorum. Hierop blijkt Geraldine voor enige tijd op familiebezoek te gaan, waardoor hij haar geruime tijd niet zal zien. Dan komt opnieuw de tijding dat Maynes grootvader het huis zal moeten verlaten, wat Egbert wijt aan de eerdere gebeurtenis. Er volgt een kort gesprek tussen Egbert en de teruggekeerde Geraldine, die haar spijt uitspreekt over het gebeurde en belooft haar best te doen bij haar vader. Kort daarop echter krijgt de grootvader een ongeluk tijdens het werk en de oude man bezwijkt enkele dagen later. Die avond bezoekt een berouwvolle Geraldine de eenzaam achtergebleven Egbert in het huis, vrezend dat zij heeft bijgedragen aan de dood van de oude man. Tijdens de intieme ontmoeting ontbrandt de liefde wederzijds, maar de omstandigheden gebieden dat hun gevoelens strikt geheim blijven. Uiteindelijk besluit Egbert dat, als hij iets wil bereiken in het leven en bij Geraldine, hij beter kan vertrekken naar de grote stad om daar te werken aan zijn ontwikkeling en de nodige cultuur op te doen en naam te maken in de wereld om te kunnen voldoen aan de eisen die een leven met Geraldine noodzakelijk maken.
Deel II

Vijf jaren verstrijken. Egbert heeft hard gewerkt, eerst als journalist, later als criticus. Een eerste boek van zijn hand baarde weinig opzien, het tweede anoniem gepubliceerde werk werd echter goed ontvangen. De correspondentie die hij voerde met Geraldine is twee jaar eerder opgedroogd, omdat haar vader erachter kwam wat er speelde. Mede om die reden is hij met haar op een lange reis gegaan door Europa. Egberts volgende boek wordt zeer goed ontvangen en het publiek is benieuwd wie deze veelbelovende schrijver is. Op een dag ontwaart hij de koets van de Allenvilles in de straten van Londen: ze zijn teruggekeerd uit het buitenland en verblijven in hun Londense huis. Egbert probeert contact met haar op te nemen, maar zij laat hem weten dat ze niet meer het onervaren meisje is van vroeger en dat ze beseft te moeten voldoen aan de conventies en aan de wensen van haar vader en dat daarom, ondanks haar respect en dankbaarheid, hun wegen moeten scheiden. Een bericht in een krant doet melding van het voorgenomen huwelijk tussen Geraldine en Lord Bretton. Geraldine laat Egbert nog weten dat ze ontdekt heeft wie de anonieme schrijver is van het zo succesvolle boek, dat de huwelijksaankondiging wat prematuur is, en dat ze hem graag meer zou vertellen, maar dit niet kan. De moed zinkt Egbert in de schoenen en na enige tijd besluit hij terug te gaan naar de buurt waar hij vandaan kwam. Hij huurt een huisje in een naburig dorp en verneemt dat er feestelijke voorbereidingen gaande zijn voor het huwelijk van Miss Allenville. Als het zover is, neemt hij zelf ook een kijkje bij de versierselen en de kerk, waar hij op de vooravond van het huwelijk Geraldine in de kerk aantreft. Zij probeert afstand te houden, maar vertrouwt hem wel toe dat zij geen liefde voelt voor haar aanstaande man en alleen voldoet aan de wensen en verwachtingen van haar vader en vrienden. Ongelukkig en teleurgesteld keert hij terug naar zijn huisje. 's Avonds laat echter staat Geraldine aan zijn deur. Zij heeft haar vader laten weten niet met Bretton te willen trouwen en is vervolgens naar Egbert gevlucht. Hij verbergt haar in het huis, onderneemt haastige maatregelen om een trouwlicentie te bemachtigen en trouwt met haar voordat de plaatselijke dominee goed en wel in de gaten heeft om wie het gaat. Vervolgens vertrekt het paar naar de kustplaats Melport, waar zij enige dagen verblijven, met het plan om door te reizen naar Londen. Na tot bezinning te zijn gekomen, meent Egbert dat het beter is als hij naar haar vader gaat om de zaak zo goed mogelijk te schikken. Zij staat er echter op om dat zelf te doen. Ze reizen terug en Geraldine wil haar vader met de feiten confronteren. Als zij hem echter ontmoet is haar agitatie zo groot dat ze, zoals haar al eerder was overkomen, een ernstige inwendige bloeding krijgt. Egbert en haar vader waken drie dagen lang bij haar, maar Geraldine komt er niet meer bovenop. Zo komt er een plotseling eind aan een bevreemdende en kortstondige familierelatie.